# Gonzalo Tapia
Gonzalo Andrés Tapia Dubournais (* 18. Februar 2002 in Las Condes) ist ein chilenischer Fußballspieler. Der Stürmer wurde zwei Mal chilenischer Meister und ist seit September 2024 Nationalspieler.

## Karriere

### Verein
Gonzalo Tapia kam im Alter von zehn Jahren in die Jugend von Universidad Católica und debütierte im September 2020 für die Profimannschaft des Klubs. Im Februar 2021 wurde der Offensivakteur  chilenischer Meister 2020. Bei der Copa Libertadores 2021 gab Tapia sein internationales Debüt im ersten Gruppenspiel gegen Atlético Nacional, musste den Platz aber nach einer Muskelzerrung in der 70. Spielminute verlassen. Zwar stand Tapia nur drei Tage nach der Verletzung wieder beim Ligaspiel gegen den CSD Colo-Colo auf dem Feld, jedoch führte die zuvor erlittene Muskelzerrung zu einem Riss einer Oberschenkelsehne, der eine Operation erforderte. Erst zur neuen Saison 2022 kam Tapia wieder zurück und stand am zweiten Spieltag in der Startelf gegen Unión Española, wo er beim 2:1-Erfolg ein Tor erzielte sowie eine Vorlage gab.
Seit Anfang 2025 ist er bei River Plate aktiv.

### Nationalmannschaft
Gonzalo Tapia durchlief die Jugendnationalmannschaften Chiles bis zur A-Nationalmannschaft. In dieser wurde er nach der Verletzung von Bruno Barticciotto für die Weltmeisterschafts-Qualifikationsspiele im September 2024 nachnominiert. Bei der 1:2-Niederlage gegen Bolivien wurde der Stürmer in der 61. Spielminute für Darío Osorio eingewechselt.

## Erfolge
Universidad Católica
- Chilenischer Meister: 2020, 2021
- Chilenischer Supercup-Sieger: 2020, 2021